# 1972 v hudbě
Tento článek obsahuje události související s hudbou, které proběhly v roce 1972.

## Zaniklé skupiny
- Earthen Vessel

## Narození
- Eminem
- Devin Townsend

## Alba
- The Academy in Peril – John Cale
- Album III – Loudon Wainwright III
- A Little Bit of Paul Davis – Paul Davis
- All the Young Dudes – Mott the Hoople
- A Meeting Of The Times – Rahsaan Roland Kirk
- A Song For You – Carpenters
- Argus – Wishbone Ash
- America – America
- America Eats Its Young – Funkadelic
- American Pie – Don McLean
- The Ballad of Calico – Kenny Rogers and the First Edition
- Bandstand – Family
- Birds of Fire – Mahavishnu Orchestra
- Black Sabbath, Vol. 4 – Black Sabbath
- Bobby Charles – Bobby Charles
- Boot Power – Mungo Jerry
- Can't Buy a Thrill – Steely Dan (debut)
- Caravanserai – Santana
- Carl and the Passions – „So Tough“ – The Beach Boys
- Catch Bull at Four – Cat Stevens
- Chicago V – Chicago
- Close to the Edge – Yes
- Cold Blue Excursion – Ray Dorset
- Come from the Shadows – Joan Baez
- The Concert For Bangla Desh – George Harrison
- Dingly Dell – Lindisfarne
- The Divine Miss M. – Bette Midler
- Drama – Maria Bethânia
- Dr. John's Gumbo – Dr. John
- The Eagles – The Eagles
- Earthbound – King Crimson
- Eat a Peach – The Allman Brothers Band
- Ege Bamyasi – Can
- Ella Loves Cole – Ella Fitzgerald
- Exile on Main Street – The Rolling Stones
- Faust So Far – Faust (skupina)
- Festival – Synkopy 61
- First Take – Roberta Flack
- Foghat – Foghat
- For the Roses – Joni Mitchell
- Foxtrot – Genesis
- Fragile – Yes (americké vydání)
- Free to Be... You and Me – Marlo Thomas & Friends
- Get on the Good Foot – James Brown
- Give It Up – Bonnie Raitt
- Give Tomorrow's Children One More Chance – Ocean
- Go Away Little Girl – The Lawrence Welk Orchestra
- The Grand Wazoo – Frank Zappa
- Harvest – Neil Young
  - Nejprodávanější album roku v USA. Uvádělo hity jako Heart of Gold a Needle and the Damage Done. Album je směsí country a rock and rollu s trochou experimentalismu, podpořeným Youngovou kytarou a písničkářským talentem.
- He Touched Me – Elvis Presley
- Hogwash – The Groundhogs
- Honky Chateau – Elton John
- Hungry Chuck – Hungry Chuck
- IF 4 (aka Waterfall) – If
- I Can See Clearly Now – Johnny Nash
- Il faut du temps – Dalida(France)
- Into the Purple Valley – Ry Cooder
- Jazz at Santa Monica Civic '72 – Ella Fitzgerald
- Jennifer – Jennifer Warnes
- Kuře v hodinkách — Flamengo
- La Familia – Kracker
- La Población – Víctor Jara
- Let My Children Hear Music – Charles Mingus
- Live at Max's Kansas City – The Velvet Underground
- Live in Japan – Chicago
- Living in the Past – Jethro Tull
- Lonesome Crow – Scorpions
- Lou Reed – Lou Reed
- Machine Head – Deep Purple
  - Toto album obsahuje skladbu „z rock and rollové učebnice“ „Smoke on the Water“. Album je též známo, jako jeden z prvních příkladů heavy metalových nahrávek známých z té doby.
- Made In Japan – Deep Purple
- Madman Across the Water – Elton John
- Manassas – Stephen Stills and Manassas
- Music – Carole King
- Music of My Mind – Stevie Wonder
- Neu! – Neu!
- No Answer – Electric Light Orchestra
- No Secrets – Carly Simon
- 'Ot 'N' Sweaty – Cactus
- Obscured by Clouds – Pink Floyd
- Olympia 71 – Dalida
- One Man Dog – James Taylor
- Paul Simon – Paul Simon
- Pictures at an Exhibition – Emerson, Lake & Palmer
- Pink Moon – Nick Drake
- The Rise and Fall of Ziggy Stardust and the Spiders from Mars – David Bowie
  - An early glam rock album. Included the American and British hit „Starman“.
  - Included the hit single „Ziggy Stardust“.
- Roberta Flack & Donny Hathaway – Roberta Flack & Donny Hathaway
- Roy Orbison Sings – Roy Orbison
- Roxy Music – Roxy Music
- Sail Away – Randy Newman
- Saint Dominic's Preview – Van Morrison
- Sanctuary – Dion DiMucci
- School's Out – Alice Cooper
  - School's Out se stalo hymnou teenagerů a jedním z největších singlů všech dob.
- Seven Separate Fools – Three Dog Night
- Seventh Sojourn – The Moody Blues
- Slade Alive! – Slade
- Slayed? – Slade
- The Slider – T. Rex
- Simon and Garfunkel's Greatest Hits – Simon and Garfunkel
- Something/Anything? – Todd Rundgren
- Squawk – Budgie
- Styx – Styx
- Summer Breeze – Seals and Crofts
- The Soundtrack to Superfly – Curtis Mayfield
- Talking Book – Stevie Wonder
- Thick as a Brick – Jethro Tull
- Toulouse Street – The Doobie Brothers
- To Whom It May Concern – The Bee Gees
- Transformer – Lou Reed
- Trilogy – Emerson, Lake & Palmer
- Trouble At Mill – King Earl Boogie Band
- The Unnamables – Magma
- Vinegar Joe – Vinegar Joe
- Who will Save the World? The Mighty Groundhogs – The Groundhogs
- Will the Circle Be Unbroken – The Nitty Gritty Dirt Band

## Hity

### Domácí
- „Kávu si osladím“ – Karel Gott
- „Kdo vchází do tvých snů, má lásko“ – Václav Neckář
- “Žárlivý kakadu“ – Viktor Sodoma
- „Kvítek mandragory“ – Helena Vondráčková
- „El Paso“ – Michal Tučný & Tomáš Linka
- „Toulavej song – Michal Tučný
- „Hotel zvon“ – Michal Tučný
- „Oči barvy holubí“ – Karel Gott

### Zahraniční
- „Heart of Gold“ – Neil Young
- „Highway Star“ – Deep Purple
- „Hold Your Head Up“ – Argent
- „Honky Cat“ – Elton John
- „Rocket Man“ – Elton John
- „American Pie“ – Don McClean
- „Without You“ – Nilsson
- „I Gactha'“ – Joe Tex
- „Hot Rod Lincoln“ – Commander Cody and His Lost Planet Airmen
- „How Do You Do“ – Mouth & MacNeal
- „Hurting Each Other“ – The Carpenters
- „I Am Woman“ – Helen Reddy
- „I Can See Clearly Now“ – Johnny Nash
- „It Never Rains In Southern California“ – Albert Hammond
- „Walk On The Wild Side“ – Lou Reed
- "Baby, Don't Get Hooked on Me" – Mac Davis
- "Baby Let Me Take You (In My Arms)" – The Detroit Emeralds
- "Back Off Boogaloo" – Ringo Starr
- "Back Stabbers" – The O'Jays
- "Bang a Gong (Get It On)" – T. Rex
- "Children of the Revolution" – T.Rex
- "Saturday in the Park" – Chicago
- "I'd Like To Teach The World To Sing" – The New Seekers
- "Ben" – Michael Jackson
- "Betcha by Golly, Wow" – The Stylistics
- "Black and White" – Three Dog Night
- "Old Fashioned Love Song" – Three Dog Night
- "Black Dog"- Led Zeppelin
- "Blockbuster!"- Sweet
- "Brand New Key" – Melanie
- "Brandy (You're a Fine Girl)" – Looking Glass
- "Burning Love" – Elvis Presley
- "California Man" – The Move
- "The Candy Man" – Sammy Davis, Jr.
- "The Cisco Kid" – War
- "City of New Orleans" – Arlo Guthrie
- "Alone Again" – Gilbert O'Sullivan
- "Clair" – Gilbert O'Sullivan
- "Clean Up Woman" – Betty Wright
- "Coconut" – Harry Nilsson
- "Star Man" – David Bowie
- "The Jean Genie" – David Bowie
- "Sylvia's Mother" – Dr. Hook
- "Crazy Horses" – The Osmonds
- „Wig-Warm Bam – Sweet